# 疾走王子
《疾走王子》（日语：プリンス・オブ・ストライド）是日本插畫家曾我部修司原作的跨媒體作品。

## 概要
故事發生在2017年，描寫著架空的極限運動「Stride」所吸引的男子高中生與憧憬此運動而來到東京的女子高中生青春模樣的一部作品。企劃及原作為FiFS的曾我部修司，角色設計則由FiFS的負責。音樂則由渡部恭久和GAINGAUGE共同製作。
以在《電擊Girl's Style》上連載的視覺小說為開端，開始發展出廣播劇、電腦遊戲、電視動畫等多種類型。

## Stride
作為本作品題材的競技運動「Stride」，近似於跑酷及驛站接力賽兩種運動的結合體。在6人為一組的隊伍中，其中的5人作為跑者(Runner)，以約400公尺設置了障礙物的街道為跑道利用接力的方式來進行比賽，在交棒給下一位跑者時則是聽從被稱為「relationer」的指揮者的指示在「Take over zone」的接力區中用擊掌的方式來進行接力。
在比賽中會提供給relationer傳遞指示給各跑者的耳麥，以及能顯示各跑者位置及速度的平板電腦。在接棒時以次一棒追上前一棒的方式來進行為最理想的狀態，為此relationer必須指示好次跑者的起跑時間，如果跑者間的的速度無法配合的話，將會使得接力失敗更有可能發生相撞而受傷的情形發生。
制式的服裝為上半身穿著夾克，下半身穿著短褲。而「stride」在以「整個城鎮為舞台」的特性下需要大量的預算，因此在胸口及袖子的部分將會出現贊助商的名稱及商標。stride的賽事本身即帶有「祭典」的味道，特別是決定東日本高中NO.1的大賽「End of summer(簡稱:EOS)」作為一項大型活動更是無數年輕人憧憬的舞台。
想要得到在「End of summer」的參賽資格就必須在各地所舉辦的「Trial tour」中取得優勝。

## 登場人物

### 方南學園
位於東京都內的高中，本作主要舞台。過去以疾走部的名校為人所知，為Original Four 之一，2年前進入EOS的準決賽，但次年在預選賽中落選後，因成員不足面臨廢部的問題。夾克原是藍色，新生版則以白色為主體，加上紅和藍色的線條。因學校規定廢除成員3名以下的社團，因此與將棋部併合兼存。
櫻井奈奈（聲：花澤香菜）
指揮者和社團經理，因為熱愛疾走運動，以及被八神巴和久我恭介的跑姿所吸引而北海道搬到東京。父親是初代方南疾走部成員和現任花京院疾走部教練，而母親則是是初代方南疾走部指揮者。年幼時和八神陸及藤原尊有過約定要一起在方南勝出EOS。與同樣崇拜着久我恭介的西星學園的奥村楓成立KFC(Kuga Fan's Club)。
八神陸（聲：木村良平、鹽谷綾子（幼少期））
運動細胞和加速能力強勁，但心肺耐力比較弱，也不擅於在雨天比賽，多是第一棒。曾被籃球社、乒乓球社、排球社招攬。家裡經營麵包店，以“日式炒麵麵包”而聞名。哥哥八神巴曾是方南疾走社團員（現效力花京院），以前常跟哥哥練跑，不擅長學科。年幼時和櫻井奈奈及藤原尊有過約定。
藤原尊（聲：岡本信彥、あいざわゆりか（幼少期））
神戶兵庫人，從小接觸疾走運動。U－15有名疾走選手，且是椿町的颯田佳月的後輩。著重體能訓練和高蛋白質飲食，但跑酷能力比較弱，因為是全隊最快跑手，接棒成功率本來比較低，會自己煮飯，但有味覺障礙，不會吃提味或高脂、高碳食物。擅長拐彎，讓人意外的是，和八神陸一樣在學科上面並不擅長。年幼時和櫻井奈奈及八神陸有過約定。雖然喜愛疾走，但父親對於他參與疾走運動表示不滿，更表明要送他去國外留學。
小日向穗積（聲：小野賢章）
雖然是跑酷好手，但其實更想成為舞台劇演員。因為有著女孩子的臉蛋，被黛安打扮成公主，是家中的長子，有三個弟妹，爸爸因疾走的比賽而去世。因為KGB事件而對久我恭介很不諒解，但後來釋懷。
支倉希斯（聲：小野大輔）
疾走部部長。英日混血，因為家族的關係，從小從事時裝模特兒工作。即使他缺乏意願，卻因大姐與社團顧問壇老師簽約，以贊助疾走社為代價，所有團員必須客串模特兒。擅於斜坡和長跑。
門脇步（聲：下野紘）
將棋部部長，也是唯一的部員。因為方南學園疾走部在兩年前解散後規模太小，所有隊員也在日本象棋部。去年是替補指揮者，擅長心理戰和書本知識，但不擅長科學。第5話對長嶺戰時因挑戰高難度的捷徑而受傷住院，由久我恭介代替其出賽。原作中門脇同樣在長嶺戰受傷，但促使久我恭介歸隊的是對一條館戰嚴重受傷一事。
久我恭介（聲：諏訪部順一）
方南前隊員，與巴不相上下的天才跑者，因KGB事件（扛下‘莫須有’打架罪名）而退出方南疾走社，動畫第6話，因為門脇步嚴重受傷（右鎖骨骨折）而再次加入方南。
原作則是在門脇步於對一條館戰嚴重受傷後再加入方南。
壇悠次郎（聲：置鮎龍太郎）
疾走隊教練和顧問，奈奈、八神和藤原班的班主任和現代日語教師，經常說日語成語。原作中指出是初代方南疾走部成員，與櫻井奈奈的雙親和Perika的人相識。
河原崎莉子（聲：宮原永海）
奈奈的同學，新聞部（傳播社）團員，常常幫忙報導疾走社比賽新聞。

### 西星學園
位於神奈川縣的高中。與方南在Trial Tour第一戰的栃木縣那須認識。動畫中在吉祥寺熱身賽中作為對手首次登場。學校中有藝能科，疾走部部員以團名 “Galaxy Standard”的偶像團體活動與疾走一同活躍中（歷代成員皆須參與，現為第八代）。跟方南學園關係亦敵亦友，相處融洽。夾克顏色主要為紅和黑。EOS 2016 亞軍。
諏訪怜治（聲：宮野真守）
性格溫和，笑容親切，毫無破綻，相當有自信。是團內的的主唱，也是疾走部部長，無論是唱歌或疾走皆有一流的實力。出生於日本舞蹈世家，是黛靜馬的青梅竹馬。視櫻井奈奈為特別的女孩。
黛靜馬（聲：平川大輔）
黛遊馬的哥哥，諏訪怜治的執事和司機，擔任疾走部的指揮者及Galaxy Standard的隊長。知識寬廣，個性温和。多年前曾是跑手，因為腿部嚴重受傷而成為指揮。由於黛家世代服待着諏訪家，故作為黛家的長男，需負起使命，擔任怜治的執事，但二人關係相當友好，静馬私下也會直呼怜治的名字。
千代松萬太郎（聲：江口拓也）
性格開朗的男孩，西星的氣氛製造者，不喜歡後輩以敬語跟他打招呼。在團內擔任表演者，根據曲目也會擔任rap。在動畫中第一次與小日向見面時，叫他“穗積”。
妹尾匡（聲：鈴木達央）
性格冷淡。使用京都方言，家裡在京都開了大旅館。擅長防守與阻擋的跑者。在團內擔任表演者，擅長舞蹈。對諏訪怜治有著迷之追崇，對支倉希斯有著迷之敵視。
黛遊馬（聲：小野友樹）
性格積極、大而化之。雖然是黛靜馬的弟弟，和哥哥卻不怎麼像。興趣是作詞作曲，在團內擔任作曲。平常是表演者，根據曲目也會擔任主唱、rap。被稱為隊裡最不起眼的存在。和八神陸相當友好。
奧村楓（聲：豐永利行）
父親是政治家，本人亦是優等生。隊中唯一的一年級生，雖然身材短小但實力相當高。崇拜久我恭介，與櫻井奈奈成立了KFC。在團內擔任主唱，也善於跳舞。

### 三橋高校
方南學園在小説中第一場比賽的第一回合的對手 。
鴨田慶（聲：松岡禎丞）
二年級，隊長，鴨田侑的弟弟。常被隊員們說個性傲嬌。雖然表面上對於兄長指揮緩慢不滿，甚至取代其職位，但其實顧慮到這次是兄長最後一次EOS而希望能夠作戰到最後。
鴨田侑（聲：花江夏樹）
三年級，副隊長、指揮者，鴨田慶的哥哥。個性溫和，由於指揮緩慢而被剝奪了指揮的權利，變成破壞對方指揮的節奏的存在。
嶋葵（聲：河西健吾）
個子矮小，但很受女同學歡迎，其實性格有點跩，常常吐槽隊友，“毒舌王”。
針谷久人（聲：濱野大輝）
性格孤僻，喜歡獨處。
永福 武志（聲：村田太志）
隊中跑步速度最快。
長塚乃彥（聲：山本格）
二年級生，但身形碩大，樣子老成。性格豪爽，憨厚。

### 長嶺高校
柿倉健吾（聲：手塚弘道）
宇都宮傳（聲：柳田淳一）
新飯田輝實（聲：小林裕介）
真鳥竣（聲：古川慎）
逢澤睦史（聲：石谷春貴）
五關豪人（聲：天崎滉平）

### 一條館高校
姬宮悠李（聲：山下大輝）
私服時會被認為是女孩子，日俄混血，雖然面目清秀，但非常男子氣。因為綁雙馬尾而視奈奈為對手。
堂園志貴（聲：石川界人）
一條館高校疾走部的指揮者，跟鴨田侑完全相反。喜歡笑裡藏刀，但自以為團隊要以指揮者為重心。
獅子原馨（聲：小林裕介）
想法單純，該校的天才跑手，是將棋能手。
鷲見紀世斗（聲：手塚弘道）
鮫島改（聲：河西健吾）
蜂屋鐵（聲：松岡禎丞）
先發跑手，跟名字一樣，有著黃蜂的打扮。

### 市場高校
伊泉忍（聲：野瀨育二）
疾走部部長。
戶丸寬助（聲：室元氣）
指揮者，唯一的二年級生。
益成一輝（聲：濱野大輝）
碓冰光（聲：村田太志）
間瀨曉嗣（聲：柳田淳一）
相良潔（聲：古川慎）

### 椿町高校
KGB事件時的對手，2016年 EOS 衛冕冠軍。
湊柊護（聲：室元氣）
颯田佳月（聲：逢坂良太）
藤原尊U-15時代的前輩，稱呼他做「阿尊」，患有「阿尊不足症」。第一次見到櫻井奈奈便想抱緊她（但對方避開了），甚至當着方南和椿町所有人面前對她挖角。
閑野誠（聲：石谷春貴）
此村朱己（聲：天崎滉平）
雨森蓮侍（聲：石川界人）
安堂久仁雄（聲：山本格）
個子高，皮膚黑，經常被誤認是外國人，隊員們亦稱他"安德烈"。

### 花京院高校
只有一位選手原本是疾走部的隊伍的學校。其他選手則是從外面請來的。在故意讓對手追上後，後半程突然加速。
在第八集首次亮相與方南學園競賽，成績以04:58:37打敗方南學園05:08:12
八神巴（聲：櫻井孝宏）
八神陸之兄，和希思、恭介是舊識。曾是方南疾走部隊員，後來在美國留學，回國後轉校至花京院。非常喜歡跑步，個性坦率。三年級。
維田天（聲：柿原徹也）
一年級生。自大高傲，在與方南比賽時挑釁藤原。跑步速度快。
夏凪瞳彌（聲：蒼井翔太）
一年級轉學生。隊伍的指揮。擅長快速判斷對手的下一步動作。
青葉南平（聲：野瀨育二）
三年級。隊伍裡唯一一個原本就待在疾走隊的人。
五十公野哉（聲：逢坂良太）
了的雙胞胎兄長。與了兩人都出身於馬戲團，所以跑步能力強，敏捷度亦相當高。二年級。
五十公野了（聲：花江夏樹）
哉的雙胞胎弟弟。與哉兩人都出身於馬戲團，所以跑步能力強，敏捷度亦相當高。二年級。

### 其他
櫻井讓（聲：大川透）
38歲，奈奈的爸爸，花京院疾走隊教練，把疾走普及化，綽號"King"。英文名 Joe， 日本人。初代方南疾走部成員，去世的妻子秋乃則是初代方南疾走部接力手。
高原耕一（聲：興津和幸）
35歲，奈奈的無血緣舅舅（奈奈稱他為叔父），茶館老闆和美食比賽評審。認識壇悠一郎，也是初代方南疾走部成員。
小櫻（聲：織田圭祐）
35歲，茶館的僱員和侍應。跟高原和櫻井的父母是中學同學。雖然有女人心和打扮，其實是男人， 也比高原強壯。也是初代方南疾走部成員。
黑部加紋（聲：永野善一）
38歲，日本疾走協會會長。也是初代方南疾走部成員。壇悠一郎對其有疑似敵視的感覺。
支倉黛安（聲：大原沙耶香）
27歲，國際時裝品牌D's International社長（總裁）， 旗下擁有：“JSTT”、“Hercules”、"Aurora"等品牌。英文名Diane。紹納、希思的大姐。性格果斷，控制欲強。
支倉紹納（聲：中原麻衣）
25歲，模特兒，黛安的妹妹，希思的二姐。英文名 Shauna。
山根勝司（聲：永野善一）
28歲，Galaxy Standard的經紀人。性格溫柔，負責Galaxy Standard全員演藝及疾走部方面的活動。與萬太郎、匡一同生活。
小日向心（聲：久保百合花）
小日向勇氣（聲：村中知）
小日向光（聲：芳野由奈）

## 電視動畫
2015年9月決定電視動畫化，名為「疾走王子Alternative」，並於2016年1月5日開始播出。簡稱為「POSA」。同年2月10日播出英語配音版。

### 製作人員
- 原作設計：曾我部修司『疾走王子』（電撃Girl's Style）
- 原作人物設定：
- 原作平面設計：內古閑智之
- 監督：石塚敦子
- 系列構成：岸本卓
- 動畫人物設定、總作畫監督：王國年
- 美術監督：山根左帆
- 美術設定：金平和茂、綱頭瑛子
- 色彩設計：大野春惠
- 攝影監督：川下裕樹
- 3D監督：廣住茂德
- 編集：木村佳史子
- 音響監督：明田川仁
- 音樂：藤澤慶昌
- 音樂製作人：山森篤
- 音樂制作：KADOKAWA
- 首席製作人：田中信作、江口聰
- 製作人：田中翔、森本翔子、大貫一雄、林洋平、礒谷徳知、新井恵介、吉田勇樹
- 動畫製作人：中本健二
- 動畫製作：MADHOUSE
- 製作：POSA製作委員會

### 主題曲
片頭曲「STRIDER'S HIGH」
作詞：hotaru，作曲、編曲：Tom-H@ck，主唱：OxT（大石昌良×Tom-H@ck）
片尾曲
「Be My Steady」（第2話 - 第7話、第9話、第10話）
作詞：大森祥子，作曲、編曲：R・O・N，主唱：Galaxy Standard（諏訪怜治、黛靜馬、千代松萬太郎、妹尾匡、黛遊馬、奥村楓（宮野真守、平川大輔、江口拓也、鈴木達央、小野友樹、豊永利行））
「You're my Courage」（第11話）
作詞：大森祥子，作曲、編曲：R・O・N，主唱：Galaxy Standard（諏訪怜治、黛靜馬、千代松萬太郎、妹尾匡、黛遊馬、奥村楓（宮野真守、平川大輔、江口拓也、鈴木達央、小野友樹、豊永利行））
插曲
「RUSH」（第11話）
作詞：大森祥子，作曲、編曲：R・O・N，主唱：Galaxy Standard（諏訪怜治、黛靜馬、千代松萬太郎、妹尾匡、黛遊馬、奥村楓（宮野真守、平川大輔、江口拓也、鈴木達央、小野友樹、豊永利行））
僅於第2話作插曲，開頭播放前奏。

### 各話標題
| 話數   | 日文標題 | 中文標題                     | 香港標題                     | 劇本     | 分鏡     | 演出     | 作畫監督                                                                  | 總作畫監督 |
| ------ | -------- | ---------------------------- | ---------------------------- | -------- | -------- | -------- | ------------------------------------------------------------------------- | ---------- |
| STEP01 |          | ON YOUR MARK 命運的開端      | ON YOUR MARK 命運的開始      | 岸本卓   | 石塚敦子 | 石塚敦子 | 王國年                                                                    | 不適用     |
| STEP02 |          | BELIEVE 我永遠在這裡         | BELIEVE 無論何時我都在這裡   | 岸本卓   | 石塚敦子 | 白石道太 | 小畑賢、永吉隆志 市野瑪利亞、松下純子                                     | 王國年     |
| STEP03 |          | GALAXY 此刻，群星閃耀        | GALAXY 繁星正在閃耀          | 岸本卓   | 石塚敦子 | 山城智惠 | 日向正樹                                                                  | 王國年     |
| STEP04 |          | RUN 若是充滿了信念           | RUN 假若千思萬緒             | 安永豐   | 佐山聖子 | 江副仁美 | 山本徑子、岡崎洋美 服部益美、桝井一平 黑川飛鳥                            | 吉松孝博   |
| STEP05 |          | AGAIN 出奇地無法忘記你       | AGAIN 不厭其煩只為你         | 宮田健吾 | 山城智惠 | 白石道太 | 永吉隆志、小畑賢 坂友加里、桐谷真咲 松下純子、吉岡敏幸 室山祥子、竹本佳子 | 吉松孝博   |
| STEP06 |          | TEAM 將信念幻化成風          | TEAM 信念相通化作清風        | 宮田健吾 | 佐山聖子 | 細川秀樹 | 宮前真一                                                                  | 王國年     |
| STEP07 |          | RIVAL 8月的約定              | RIVAL 8月的約定              | 宮田健吾 | 島津浩行 | 山口美浩 | 小畑賢、永吉隆志 坂友加里、竹本佳子 室山祥子、服部憲知 木下由美子         | 吉松孝博   |
| STEP08 |          | WALL 只是遠遠地望着他的後背  | WALL 那個背影，很遙遠        | 岸本卓   | 渕上真   | 山城智惠 | 日向正樹                                                                  | 王國年     |
| STEP09 |          | HOME 只存在於此之物          | HOME 只在此處之物            | 安永豐   | 佐山聖子 | 白石道太 | 小畑賢、永吉隆志 服部益美、吉岡敏幸 桐谷真咲、臼井篤史 本田創一、青野厚司 | 吉松孝博   |
| STEP10 |          | STAND UP 因為你在那裡        | STAND UP 因為你在那裡        | 岸本卓   | 山城智惠 | 秦義人   | 山本徑子、山崎敦子                                                        | 吉松孝博   |
| STEP11 |          | HIGH TOUCH 獻給微笑的你們    | HIGH TOUCH 致展露笑容的你們  | 岸本卓   | 佐山聖子 | 細川秀樹 | 宮前真一、日向正樹                                                        | 王國年     |
| STEP12 |          | END OF SUMMER 通往遙遠的未來 | END OF SUMMER 向著遙遠的前方 | 岸本卓   | 渡邊琴乃 | 渡邊琴乃 | 王國年                                                                    | 不適用     |

### 播放電視台
日本深夜動畫：下文記載的日本国内播放時間使用日本標準時間（UTC+9）表示。因為部分時間标识會採用30小时制，因此請留意这类超过24:00的时间，其實際播放時間為翌日清晨。
| 播放地區 | 播放電視台    | 播放日期              | 播放時間（UTC+9）         | 所屬聯播局 | 備註       |
| -------- | ------------- | --------------------- | ------------------------- | ---------- | ---------- |
| 日本全國 | AT-X          | 2016年1月5日－3月22日 | 星期二 23時00分－23時30分 | 衛星電視   | 有重播     |
| 東京都   | TOKYO MX      | 2016年1月5日－3月22日 | 星期二 24時30分－25時00分 | 獨立局     |            |
| 兵庫縣   | SUN電視台     | 2016年1月5日－3月22日 | 星期二 24時30分－25時00分 | 獨立局     |            |
| 京都府   | KBS京都       | 2016年1月5日－3月22日 | 星期二 24時30分－25時00分 | 獨立局     |            |
| 愛知縣   | 愛知電視台    | 2016年1月5日－3月22日 | 星期二 25時35分－26時05分 | 東京電視網 |            |
| 日本全國 | BS11          | 2016年1月6日－3月23日 | 星期三 24時00分－24時30分 | 衛星電視   | ANIME+節目 |
| 日本全國 | NICONICO直播  | 2016年1月6日－3月23日 | 星期三 25時00分－25時30分 | 網絡電視   |            |
| 日本全國 | NICONICO頻道  | 2016年1月6日－3月23日 | 星期三 25時30分 更新      | 網絡電視   |            |
| 日本全國 | d Anime Store | 2016年1月7日－3月24日 | 星期四 12時00分 更新      | 網絡電視   |            |

## 外部連結
- 疾走王子官方網頁
- 疾走王子公式的X（前Twitter）
- 電視動畫「疾走王子Alternative」官方網頁 （页面存档备份，存于）
- 電視動畫「POSA」公式的X（前Twitter）